# Samuele Zannoni
Samuele Zannoni (Ciudad de San Marino, 29 de abril de 2002) es un futbolista sanmarinense que juega en la demarcación de centrocampista para el US Pietracuta de la Eccellenza Emilia-Romagna.

## Selección nacional
Tras jugar en las categorías inferiores de la selección, finalmente el 5 de septiembre de 2024 hizo su debut con la selección de San Marino en un partido de la Liga de Naciones de la UEFA 2024-25 contra Liechtenstein que finalizó con un resultado de 1-0 a favor del combinado sanmarinense tras el gol de Nicko Sensoli.

## Clubes
| Club                 | País       | Año       | Partidos | Goles |
| -------------------- | ---------- | --------- | -------- | ----- |
| ASD Tropical Coriano | Italia     | 2020-2021 |          |       |
| SP Cailungo          | San Marino | 2021      | 7        | 2     |
| US Pietracuta        | Italia     | 2021-2023 |          | 2     |
| ACD Torconca         | Italia     | 2023-2024 |          | 19    |
| US Pietracuta        | Italia     | 2024-     |          |       |